# بیوپیو
بیوپیو (به لاتین: Biópio) یک منطقهٔ مسکونی در آنگولا است که در استان بنگوئلا واقع شده‌است.